# De Ware Tijd
De Ware Tijd (vaak afgekort tot DWT) is een dagblad in Suriname. De eerste krant verscheen op 2 september 1957. De Ware Tijd was vroeger een avondblad: het verscheen 's avonds rond 20.00 uur en droeg toen de datum van de daarop volgende dag. Tegenwoordig is het echter een ochtendblad.
De krant stond tot midden jaren negentig onder hoofdredacteurschap van Leo Morpurgo, die werd opgevolgd door Nita Ramcharan, die op haar beurt weer werd opgevolgd door Desi Truideman. In 2007 volgde Ricardo Carrot Desi Truideman op als nieuwe hoofdredacteur. De familie Jong Tjien Fa geeft het ochtendblad uit. 
Op het hoogtepunt verscheen de krant in een oplage van 25.000. Door de opkomst van online media daalde de oplage en het personeelsbestand sterk. In Nederland verschijnt sinds begin 2005 ook een weekeditie van deze krant, met het Surinaamse nieuws van de afgelopen week, gebaseerd op eerder verschenen berichten in de Surinaamse editie. Daarnaast bracht De Ware Tijd tot medio 2005 een maandblad uit, het opinieblad Paramaribo Post.
De Ware Tijd bevat dagelijks verschillende bijlagen. Zo verschijnt in de zaterdageditie De Ware Tijd Literair, dat sinds 1986 de belangrijkste wekelijkse bron van en over literatuur is voor het land.

## De dictatoriale periode
Tijdens de dictatoriale periode was er een actief censuurbeleid voor alle Surinaamse media. Na de Decembermoorden was De Ware Tijd de enige krant die nog mocht verschijnen. Deze stond toen actief onder curatele van het militair regime.